# 基瓦比奇 (加利福尼亞州)
基瓦比奇（英語：Kiva Beach）是位於美國加利福尼亞州埃爾多拉多縣的一個非建制地區。該地的面積和人口皆未知。

## 地理
基瓦比奇的座標為38°56′26″N 120°03′04″W / 38.94056°N 120.05111°W，而該地的平均海拔高度為1902米（即6240英尺）。